# Liuimysis longicauda
Liuimysis longicauda är en kräftdjursart som beskrevs av Wang 1998. Liuimysis longicauda ingår i släktet Liuimysis och familjen Mysidae. Inga underarter finns listade i Catalogue of Life.